# マルチェッロ・ピアチェンティーニ

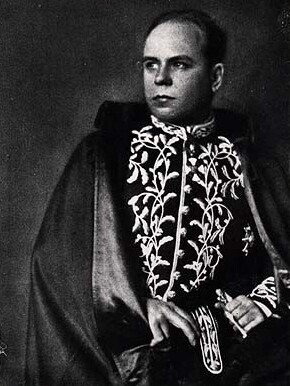
マルチェッロ・ピアチェンティーニ

マルチェッロ・ピアチェンティーニ（Marcello Piacentini, マーセロ・ピアセンティーニ、1881年12月 - 1960年5月）は、イタリアの建築家、都市計画家。ローマ出身。ブレシアやトリノなど、イタリア各地の都市計画やローマ大学都市の設計で知られる。
20世紀イタリア建築界において30年間にわたりシーンに登場、1910年から1940年のイタリア建築の最大の思想家の姿と仮定すると、ファシスト期間に記念碑性の強いディレクター職といったその熱狂的な業のために政権が事実上すべての建築と都市活動に適用。戦後政権との関係のために大きな論争の対象となり、人物に対するオープンで重大な議論を引き起こした。

## 生涯

### ファシズムの始まりと終わり
建築家（ピオ・ピアチェンティーニ）とテレーザ・ステファーニ の息子として、すぐに成功を収める。わずか26歳の1907年にベルガモの中心部（1922年と1927年の間に実施予定）の改装設計競技に参加。イタリア全域で集中して働いていたが、ファシスト時代にはとりわけローマで特に重要なポジションをとっていた。首都で実現した建物と都市計画は、一方ではドゥエースの建築家や宮廷建築家のイメージに集約される
。
そして他方では、都市の様子を著しく暗示した。
最初期の作はドイツのユーゲント・シュティールとウィーン分離派の言語に非常に近く、驚くべき質が多少知られていたが、
国際的な教育を得ようとオーストリアおよびドイツへ青年期にできるかぎり多くの旅行をしたため、彼はホフマンとオルブリッチの古典「protorazionalista」種のニュースを吸収していた。これらの案が表現されるよう映画館の位置を決め、北欧環境 (出窓、概要から現代的な要素を組込。芸術に注意)をもってルシーナ・ローマのサン・ロレンツォ広場ではない疲れたルネサンスのレパートリーに落ち着いた。しかし同意興奮を喚起できない実験的なピアチェンティーニの難しい試みは多くの論争によって、自分のポケットから支払うプロジェクトに変更しなければならなかった。
1905年、一緒に勝利したジュゼッペ・クワローニとアイデアコンペ主催の省代表団のバジリカータ州における新しい精神科病院の建設

に力を入れた。
プロジェクトオフィーリア 18はパビリオンやその他の小さな建物で構成されたが、その後、意図された用途を変更し、ルーカン資本のサンタ・マリア地区開発で独自の建築オリジナリティを放っている
。
1921年、グスタボGiovannoniを設立し雑誌「監督建築と工芸」を創刊
これよって編集長エミリオBestettiとカロジェロTumminelliらと、美術出版から1931に出版される。
ノヴェチェント (ジョヴァンニ ・ ムツィオ、ジオ・ポンティ、エミリオ ・ ランチアなど)、ジュゼッペ・テラーニのグルッポ 7、ジュゼッペ・パガーノ ピアチェンティーニ、アダルベルト・リベラなどの合理主義グループから古典派の中間になりたい簡略化された新古典主義を作成。実際にも時間の記念碑が典型的で審美的な動向とはっきりと折衷的なオリジナルのスタイルを作成するため両方の動きをマージしている。
1929年ムッソリーニはイタリアのアカデミーのメンバーに任命し最高のイタリアの知識層を結集させる。古典の伝統への参照はすべての確立に貢献し、特に1930年代以降、多くのファシストスタイルはムッソリーニとファシズムの高い階層にとても愛された。
その年に記録の中で最初の建設であるイタリアの超高層ビルは：旧INAの-実績の一環として作成されたブレーシアの国民保険協会、勝利広場。Il Torrioneは、15階建てと57.25m高さのシカゴの高層ビルにインスパイアされた、赤レンガで覆われた鉄筋コンクリート建築である。
そしてヨーロッパ初の超高層ビルである。
一般的な仕事とともに最も権威のあるものではローマ大学の都市と建築のキャンパス（1935年）と、個々の建築、ローマ万国博覧会を1942年に開催に際して地区構成などエウローパ、公園とE42の庭園（彼の役割にルイジ・ピッチナート、ジュゼッペ・パガーノ、ルイジ・ビエッティとエットーレ・ロッシといった学生が参加した）などがある。
しかし、大学都市の場合、個々の建物の設計に携わる若手建築家（ジュゼッペ・カッポニ、ジョヴァンニ・ミケルッチ、ジオ・ポンティ、ガエターノ・ラピサルディ、同じジュゼッペ・パガーノなど）とは勝利し最も記念碑的な建築E42のコンペの際、いくつかの自由に話す機会があった。
その協力者によって起草され、今後の展覧会の開発計画も苦しんで、ユーロは戦争後に発生した計画楽器の繰り返しにより改正策を負ったが、それらのほとんどが同じ共同研究者の指導の下で策定されている。ジョルジョ・カルザ・ビーニは、主なインスピレーションの主なアイデアを認識できないでいた。
1935年のキャンパスの仕事の大成功をきっかけに同年、ブラジル・リオ・デ・ジャネイロのキャンパスのプロジェクトにも担当した。

## 都市計画家のコミットメント
«私は偉大な平静と完璧なフィット感で私たちのアーキテクチャを参照してください。新素材で許可され、新たなプロポーションを受け入れますが、常にすべての私たちの芸術と私たちの精神の本質である神の調和にそれらを従属。ますます、フォームの絶対的なシンプルさと誠実さを空式や無色繰り返しの放棄を受け入れますが、常に、適切な装飾の愛撫をした当事者によって離れて配置することはできません。»
（Marcello Piacentini 1930年。）
都市のために開発された復旧計画ではリボルノ唯一の商業と政府の機能を中心に成果物を残し、建物を強化する方法の間伐を実施することを考え、イタリア合理主義の原則に従った。
他の場所ではしかし、後衛額都市ともした、いくつかの歴史的な中心地の解体、野火のような都市構成とラジアル通りの開口部の開発など破壊的なアイデアを提唱。
最も有名なものでローマ・デッラ・コンチリアツィオーネ経由の通り「操作の解体をボルゴプラザの開設のため」でを、建築家アッティリオスリックSpaccarelliと共に1936年（しかし1950年に完成した）プロジェクトで協働。
歴史はその間に1927年と1936年ｍに トリノをストレッチするローマ通り沿いのサン・カルロ広場はカルロフェリーチェから「新コントラーダ」骨抜きの印象的な作品。
またブレシアで生みの親となった勝利の広場プロジェクトは、市主催コンペで勝利したものである。
このコンテキストではイタリアで57メートルもの高さのため最初の超高層ビルの作者でとなった。
1909年に多数の委員会の有力なメンバーに連ねたが、ローマで1925年に策定されたマスタープランのために全体的な変動から1931年と1942年（後者が採用されることはなかったが、戦後、実質的に作動させた）マスタープランへの一般的な変更作業が含まれた。

## 戦後
ローマ『ラ・サピエンツァ』大学建築学部で都市計画の教授、ファシスト政権の崩壊がun'effimeraの一掃だったが、すぐに席を残して教育を再開。学部長の地位だったが1955年に年齢制限に達する。
その多くの建築プロジェクトは戦後、特定の疲労からの苦しみは、第二の再編で最高潮達する。1960年完成のローマのオペラハウスを、ブルーノ・ゼヴィが良好な内装に復元、その後外装は"愚かな"ファサードとされた。
彼の最後の建築作品は1957年にPier Luigi Nerviと共に設計されたEURのSports Palace（現在はPalalottomatica）。これは骨の折れる一連のデザインバリエーションの最終成果を表している。
最後の都市計画は1950年、コントローラフロアによってなされるジョルジョとアルベルトCalza Biniと一緒に署名しているバーリのマスター プラン構成である。
1956年以来の議会計画委員会のメンバーとして、最初コミッション・アナリストの一部として、1962年に採択するローマ市マスタープランの作成には影響を与えなかったが、戦前期から死去まで安定した旗手になっていた。
父親のPio ピアチェンティーニとヴェラノ墓地にある家族の墓に埋葬されている。

## 死後の評価
長い病気生活後に死に至るなど建築家ブルーノ・ゼヴィが彼を1925年に「死んだ」と記述したように、無慈悲な判断が下された。1911年以降、ピアカンティーニーによるいくつかの作品の再評価が行われた。最近、彼が行った多くの都市主義的な事業の成功は、1936年にトリノで開催された第2次20世紀のローマ通りの開幕に下線が引かれた。
永続的かつ有益であるにもかかわらず、間違いなく広く文書化されている政権との彼の関係は、不一致を欠いていない。年初には、実際の風で、ピアチェンティーニは中ファシスト隊に襲われたジェンツァーノ家と財産を持っていた、このジェスチャーの原因は、おそらく既に父ピオのおかげで持っていた若いマーセロ・ピアセンティーニ、の知人と友情で発見され、文字に引き寄せではフリーメーソンと「反教権主義」としてのアーネスト・ネイサンとエットーレ・フェラーリやムッソリーニに歓迎されず、結果的に暴力的で寛大な農村ファシズムに歓迎される。20年後のピアチェンティーニの成功は突然ではなかった。早くも十代で建築風景の約束だけでなく、1911年に課せられたローマの国際展示のための一時的な建物の建設やサンフランシスコ（1915）でイタリアのパビリオンをして高い公職に携わっていた。

## アーカイブと個人図書館
建築図書館をもつラ・サピエンツァ・ローマ大学は、年間で彼の娘ソフィアAnnesi ピアチェンティーニから寄贈された2300のボリュームと60回の定期刊行物を含む、「ピアチェンティーニ基金Piacentini」を保持し1970年から1971年[12] 。技術的な科学の図書館 "の（アーキテクチャ本部）フィレンツェの大学は 1980年に寄贈され『基金マーセロ・ピアセンティーニ』として保存し、印刷物やアーカイブ文書から構成されている。

## 引用とコメント
マルチェッロ ・ ピアチェンティーニによる1933年から1936年イタリアは何を構築してきたか国立近代の概念について明確なコメント:
「これらの作品のより完全かつ徹底的な検査のためにそれらを有機的にコヒーレントと文体定義され、だけでなく、実際の味の規範に従順ではなく、国家の影響に直接関連均一な人相を、非難。国籍のこの感覚は、バイアス、または管轄や観察の障害の感覚の欠如のために、彼らは、単一の一般的な印象の中に近代建築のいずれかの仕事と運動の範囲をマージし、それらのいくつかの批評家によって疑われます非常に異なる地域の現代は、この見かけの国際主義に、あらゆる犠牲を払って、味の大流行を受け入れるのではなく、幼い全面的な拒否で反応することを望んでいる。

## 作品（選抜）
- 1910年、ブリュッセル：世界博覧会のイタリアパビリオン。
- 1912年 - 1928年、メッシーナ：パラッツォ・ディ・ジウジチア。
- 1913年、ローマ：Villetta Rusconi。
- 1915年 - 1917年、ローマ：Cinema Teatro Corso（以前はLux et Umbra、その後はエトワール）の再編と拡張。
- 1916年 - 1918、ローマ：ヴィラ・ノビリ。
- 1919年 - 1934年、ローマ：キリスト王の神聖な聖堂の聖堂[14]。
- 1922、Florence：Cinema teatro Savoia（現在はOdeon）。
- 1922年 - 1927年、ベルガモ：市内中心部の修復（Piacentiniセンター） - トゥール・デイ・カドーティ・コート・チェンバー・オブ・CIAA
- 1924年 - 1931、ジェノヴァ - 勝利のアーチ。
- 1924年、ローマ・ポルタ・サン・パオロ駅
- 1925年、ローマ：ヴィラマダマの復活。
- 1926年 - 1958、ローマ：ローマ歌劇場オペラハウス（再編）。
- 1927年 - 1932年、Brescia：Piazza della Vittoria（INAタワーが支配、高さ57メートルはイタリアで最初に建てられたもので、ヨーロッパでは最初の超高層ビル）。
- 1927年 - 1939、ジェノヴァ：Piazza della Vittoria（一般的な計画、INPS建物、Garbarino、Sciaccaluga、Arco della Vittoria）
- 1928年、Benghazi：Albergo Italia [15]。
- 1928年、ボルツァーノ：勝利の記念碑。
- 1928年 - 1932年、ローマ：ヴェネト州のパラッツォ・デッレ・カンパーニオーニ（現経済開発省）、ジュゼッペ・ヴァルカロ。
- 1928年 - 1936年、ローマラティーナ：犠牲者の母屋。
- 1929年 - 1931、ローマ：Lungotevere Tor di NonaのPalazzina（住居とスタジオPiacentini）。
- 1932、ローマ：Via CamillucciaのVilla Piacentini（個人居住Piacentini）。
- 1932年 - 1937年、ローマ - ICPパンパリー住宅用建物。
- 1932年 - 1941年、レッジョ・カラブリア：国立マグナ・ギリア美術館。
- 1933年、ミラノ：Palazzo di Giustizia。
- 1933年、トリノ：ローマ通り（および周囲のブロック）の第2のストレッチの解体と再建。
- 1933年 - 1935年、ボルツァーノ：軍団[16]。
- 1935年 - 1939年、サンパウロ：Matarazzo Building（旧IndústriasReunidas F. MatarazzoとSan Paolo市町村）。
- 1935年 - 1940年、ジェノヴァ：ピアチェンティーニ・タワー（Torre Piacentini、最初のイタリアの超高層ビルで100mを超えた）。
- 1936、ローマ：ローマの "La Sapienza"大学の監督官庁。
- 1936年、ロサルノ： "E. Marvasi"校舎。
- 1937年 - 1940、ザグレブ：Assicurazioni Generali
- 1938年、リヴォルノ：歴史的中心部とグランデ広場の改装計画。
- 1938年 - 1942、ローマ：E42の手配（EUR）。
- 1939年 - 1940、ナポリ：パラッツォ・デル・バン・ディ・ナポリの再編。
- 1940年 - 1941、Sasso Marconi：Marconiano Mausoleum[17]。
- 1941、ローマ：Via della Conciliazioneのオープンのための"spina di Borgo "の解体。
- 1947年 - 1952年[18]、ローマ：Divina Sapienza大学チャペル。
- 1954年 - 1956年、フェラーラ：新しいパラッツォ・デララジオネ。
- 1958年、ローマ：パラロットマティカ（パラッツォ・デッロ・スポーツ、ピエール・ルイージ・ネルヴィPier Luigi Nerviが協力（構造上の部分））
- 20世紀初頭、パルミ：中Ambesi-Impiombato宮殿広場Iマッジョ（パルミ）

## ノート
1. 1 2  Aa.Vv.、 Marcello Piacentini architect 1881-1960、Gangemi Editore、ISBN  978-88-492-5005-3。2016年1月10日にURLで
2. ↑  R. HollensteinはそれをHofarchitekt des Duceと呼ぶ、cf. ローマン・ホレンシュタイン、メタクシスチェBauskulptur  nextroom.at。URLは2012年3月1日に
3. ↑  Marcello Piacentini、"エンジニアとイタリアの建築家の会報"、Potenza亡命者によって授与されたプロジェクト、a。XIV、nn。37-38、1906年9月23日
4. ↑  Giuseppe Caporale、G. Quaroni、M. Piacentini：地方Manicomio di Potenzaの建設のための競争。競争の理由、Opheliaプロジェクト、失敗した実現、Potenza、Il Salice、1997
5. ↑  出典 ：20年代から30年代のイタリアの建築誌（PDF）、私は1921年5月から6月までの文書。
6. ↑  コピーはアーカイブ  periodici.librari.beniculturali.it。URLは2014年6月9日に参照（2015年2月7日の元のURL
7. ↑  F. RobecchiおよびGP Treccani、Piazza della Vittoria、Brescia、Grafo、1993
8. ↑  アーカイブ  は、bresciacultura.orgにアーカイブ。URLは2013年12月14日に（2013年12月14日に元のURLで
9. ↑   リオ・デ・ジャネイロの建築家マーセロ・ピアセンティーニの大学都市のプロジェクトの割り当てでは、建築家は、1935 - XIII月号VIIIは（元からアーカイブ）
10. ↑  Bruno Zevi：建築家として、彼は1925年に亡くなりました。Architecture Chronicles 316 / a。1983年に、新聞とのインタビューであるIl Messaggero ルドヴィコQuaroniは、ファサードのプロジェクトをサポートするために来た匿名の従業員の仕事だったが、Piacentiniが彼の1932のプロジェクトを発掘していた可能性が高い
11. ↑  Piacentiniは、メイソンだったビトリオ・メッソーリは、「現実にあったとフリーメーソンの高い残った」と書き、「ウールでフリーメーソン」と呼んでいる、ビトリオ・メッソーリ、「カトリック、熱意とケアダウン忠実な」 、Corriere della Sera、2014年4月28日、p.6
12. ↑   フィレンツェ大学マルセロ・ピアカンティーニ・ファンド。Chartae：大学図書館システムのアーカイブコレクション。2017年8月4日にURLを参照してください
13. ↑  Marcello Piacentini、 "Preface"、in：Agnoldomenico Pica、New Italian Architecture、Milan、1936、pp。6-7。
14. ↑  （DE）ルイMonzo：建築変革 -キリストの教会Piacentinis聖心ローマイムKontextデルkirchenbaulichen Erneuerungイムfaschistischen ITALIENキング、中：クンストウントPolitik。Jahrbuch der Guernica-Gesellschaft、15.2013、pp。83-100
15. ↑  （DE） Hannes Obermair、"Stadt im Umbruch" - 合理主義の中で"再訪"された。生きる道、Bolzano / Bozen 1930-40、Bolzano、La Fabbrica del Tempo、2015、p。38。
16. ↑  博物館およびMarconian霊廟に関するすべての文書：http://www.fgm.it/
17. ↑  チェニス、カルロス：スタディウム・ウルビスのチャペル。教皇からの贈り物、キリスト教文化の兆し。In：Benedetti、Sandro、Mariano Apa（編集者）：ローマの大学都市La Cappella della Divina Sapienza。ローマ1998年、9-56。